# 라이드 (2018년 영화)
《라이드》(Ride)는 이탈리아에서 제작된 야코포 론디넬리 감독의 2018년 액션 영화이다. 루드비치 휴즈 등이 주연으로 출연하였고 안드레아 오치핀티 등이 제작에 참여하였다.

## 출연

### 주연
- 루드비치 휴즈
- 로렌조 리첼미

### 조연
- 시몬 라발가
- 나탈리 라프티 고메즈
- 맷 립피
- 마크 아놀드

## 기타
- 협력프로듀서: 스테파노 마센지
- 의상: 베로니카 로페즈
- 배역: 테레사 라자우티